# Comercio exterior entre Bolivia y Guatemala
El Comercio exterior entre Bolivia y Guatemala se define al comercio internacional que mantienen bilateralmente el Estado Plurinacional de Bolivia con la República de Guatemala en el intercambio de diferentes productos, bienes y servicios.
En la siguiente tabla se muestra la evolución histórica del comercio exterior entre Bolivia y Guatemala durante los diferentes años y las décadas.
Uno de los principales productos que Bolivia exporta a Guatemala es el Bórax. Hasta el año 2017, Bolivia ha tomado prácticamente el mercado guatemalteco. Pues cabe mencionar, que todo el bórax que Guatemala importa del mundo, el 86% proviene de Bolivia, siendo el primer país proveedor.
| Año  | Exportaciones de Bolivia a Guatemala |
| 1964 | US$ 41.000 dólares                   |
| 1966 | US$ 1.000 dólares                    |
| 1967 | US$ 4.000 dólares                    |
| 1969 | US$ 1.000 dólares                    |
| 1971 | US$ 12.000 dólares                   |
| 1972 | US$ 4.000 dólares                    |
| 1973 | US$ 5.000 dólares                    |
| 1975 | US$ 1.000 dólares                    |
| 1976 | US$ 2.000 dólares                    |
| 1979 | US$ 10.000 dólares                   |
| 1980 | US$ 15.000 dólares                   |
| 1981 | US$ 201.000 dólares                  |
| 1987 | US$ 5.960 dólares                    |
| 1988 | US$ 887 dólares                      |
| 1989 | US$ 46.500 dólares                   |
| 1990 | US$ 93.200 dólares                   |
| 1991 | US$ 2.130 dólares                    |
| 1992 | US$ 125.000 dólares                  |
| 1993 | US$ 24.900 dólares                   |
| 1994 | US$ 171.000 dólares                  |
| 1995 | US$ 6.410 dólares                    |
| 1996 | US$ 65.800 dólares                   |
| 1997 | US$ 113.000 dólares                  |
| 1998 | US$ 946.000 dólares                  |
| 1999 | US$ 128.000 dólares                  |
| 2000 | US$ 52.700 dólares                   |
| 2001 | US$ 312.000 dólares                  |
| 2002 | US$ 359.000 dólares                  |
| 2003 | US$ 3.090.000 dólares                |
| 2004 | US$ 300.000 dólares                  |
| 2005 | US$ 499.000 dólares                  |
| 2006 | US$ 518.000 dólares                  |
| 2007 | US$ 583.000 dólares                  |
| 2008 | US$ 79.700 dólares                   |
| 2009 | US$ 3.480.000 dólares                |
| 2010 | US$ 288.000 dólares                  |
| 2011 | US$ 481.000 dólares                  |
| 2012 | US$ 396.000 dólares                  |
| 2013 | US$ 742.000 dólares                  |
| 2014 | US$ 1.950.000 dólares                |
| 2015 | US$ 310.000 dólares                  |
| 2016 | US$ 570.000 dólares                  |